# Zelmira
Zelmira es una ópera en dos actos con música de Gioachino Rossini y libreto en italiano de Andrea Leone Tottola. Basada en la obra francesa, Zelmire de Dormont de Belloy, fue la última de las óperas napolitanas del compositor, estrenada en el Teatro San Carlo el 16 de febrero de 1822 con gran éxito. Stendhal llamó a su música teutónica, comparándola con La clemenza di Tito pero señalando: "...mientras Mozart se habría vuelto completamente italiano, en caso de haber vivido, Rossini bien podría, al final de su carrera, haberse hecho ¡más alemán que el propio Beethoven!"

## Historia
Zelmira es la última ópera que Rossini compuso para Nápoles, y como tal presenta numerosas novedades ue marcan el nuevo camino que tomará la ópera italiana posterior: carece de obertura y de recitativos acompañados, con todos los números unidos por un flujo musical continuo.
La primera representación de Zelmira fue en Nápoles, en el Teatro San Carlos, el 16 de febrero de 1822, con gran éxito, aunque se criticó la poca calidad del libreto. El rey Fernando I de las Dos Sicilias acudió a tres funciones, incluida la última, el 6 de marzo, uniéndose a los aplausos del público a los aplausos. Poco después, el 11 de marzo, Rossini partió en dirección a Viena. De camino, en Castenaso, se casó con Isabella Colbran el 16 de marzo. Los solistas, Nozzari, David y Ambrosi, que también viajaban a Viena, estuvieron presentes, no así el empresario Domenico Barbaja. Rossini llegó a Viena el 23 de marzo para presentar un festival Rossini de 3 meses que se celebraba en el Kärntnertortheater, del que Barbaja acababa de hacerse cargo. Dicho festival se inauguró el 13 de abril de 1822 con el estreno en la ciudad de Zelmira , para el cual Rossini escribió una cavatina adicional para el personaje de Emma. También en Viena la ópera fue un gran éxito. Rossini vende entonces la partitura de la ópera a Domenico Artaria, dando inicio a una disputa por los derechos entre Rossini y Barbaja, que era quien se la había encargado para el teatro vienés (aunque se estrenara primero en Nápoles). Concluye así la etapa napolitana de Rossini
Le siguieron interpretaciones en diversas ciudades italianas y luego en Londres el 24 de enero de 1824 con Rossini dirigiendo a quien para entonces ya era su esposa, Isabella Colbran, en el rol titular. Se vio en París en 1826, y Rossini escribió un final alternativo para Giuditta Pasta. Hubo una representación en los Estados Unidos, en Nueva Orleans "alrededor de" 1835. La última representación en el siglo XIX tuvo lugar en Lisboa en 1839.
Pasarían más de cien años antes de que la ópera se presentara en Nápoles en 1965, pero "sin gran aplauso". Esta ópera rara vez se representa en la actualidad; en las estadísticas de Operabase aparece con sólo 1 representación en el período 2005-2010.

## Personajes
| Personaje                                                                                          | Tesitura      | Reparto del estreno, 16 de febrero de 1822 (Director: Nicola Festa) |
| -------------------------------------------------------------------------------------------------- | ------------- | ------------------------------------------------------------------- |
| Polidoro, rey de Lesbos                                                                            | bajo          | Antonio Ambrosi                                                     |
| Zelmira, su hija                                                                                   | soprano       | Isabella Colbran                                                    |
| Emma, su confidente                                                                                | contralto     | Anna Maria Cecconi                                                  |
| Ilo, príncipe de Troya y esposo de Zelmira                                                         | tenor         | Giovanni David                                                      |
| Antenore, un usurpador de Mitilene                                                                 | baritenor     | Andrea Nozzari                                                      |
| Leucippo, su confidente, un general                                                                | bajo-barítono | Michele Benedetti                                                   |
| Eacide, un seguidor del príncipe Ilo                                                               | tenor         | Gaetano Chizzola                                                    |
| Sumo sacerdote de Júpiter                                                                          | bajo          | Massimo Orlandini                                                   |
| Sacerdotes, populacho, ejército de Mitilene, seguidores de Ilo, hijo joven de Zelmira (papel mudo) |               |                                                                     |

## Argumento
Antecedentes
Polidoro, rey de Lesbos, ha casado a su hija con el príncipe troyano Ilo. Azor, otro pretendiente de la princesa, en venganza por haber sido rechazado, aprovechando que Ilo ha ido a combatir a una guerra, da un golpe de Estado y usurpa el trono. Zelmira, temiendo por la vida de su padre, lo oculta en las tumbas de sus antepasados, mientras engaña a Azor diciéndole que Polidoro se esconde en el templo de Ceres. El usurpador hace destruir el templo, por lo que todos piensan que Zelmira es una parricida. Mientras, surge un conflicto entre Azor y su colaborador Agorante; Leucippo toma parte por este último y mata a Azor fuera de las murallas de la ciudad. La ópera comienza en el momento en el que se descubre el cadáver de Azor.
Acto I
Llanura frente al mar, junto a las murallas de Lesbos
El pueblo llora la muerte de Azor. Agorante y Leucippo también fingen dolor. Leucippo anima al pueblo a nombrar a Agorante sucesor de Azor. Una vez solos, Agorante le cuenta a Leucippo su plan de acusar a Zelmira del asesinato de Azor, ya que ella y su pequeño hijo son una amenaza para su reinado. Cuando los dos se van, llegan Zelmira y su doncella Emma. Ésta cree que Zelmira es culpable del asesinato de su padre, así que trata de evitarla. Para probar su inocencia, la princesa le lleva entonces a la vecina necrópolis, donde se esconde Polidoro; al ver al depuesto rey, ambas mujeres se reconcilian. Son interrumpidas entonces por el sonido de una marcha militar.
Plaza junto al templo de Júpiter
Ilo, desconociendo todo lo ocurrido durante su larga ausencia, regresa deseoso de volver a ver a su esposa y su hijo (aria: Terra amica). Al encontrarse con él, Zelmira no se atreve a confesarle lo sucedido y se muestra dubitativa y abrumada, lo que despierta las sospechas de su esposo. En cambio, Antenore, cuando se encuentra a solas con él, le cuenta todas las mentiras que difunde sobre su esposa (aria: Mentre qual fiera ingorda). En ese momento el sacerdote le informa a Antenore que todo está listo para su coronación. Cuando todos se van, Zelmira reaparece con Emma y le pide que cuide a su hijo y lo proteja de Antenore mientras ella le cuenta toda la verdad a Ilo.
Sala del trono del palacio
Se celebra la coronación de Antenore. Cuando todos los presentes salen llega Ilo quien, desesperado en busca de su hijo, se desmaya. Lo encuentra así Leucippo, quien quiere aprovechar la ocasión para asesinarlo, pero es detenido por Zelmira. Leucippo le tiene entonces una trampa al darle a ella el puñal, despertar a Ilo y acusar a Zelmira de haber intentado matarlo. Al ver el arma en manos de su esposa, Ilo cree la acusación de Leucippo y rechaza a Zelmira. Leucippo lanza de nuevo su acusación ante todos, y Agorante condena a muerte a Zelmira. 
Acto II
Sala del trono del palacio
Leucippo ha interceptado una carta de Zelmira en la que quiere contarle a su esposo toda la verdad. Así Agorante descubre que Polidoro aún está vivo. Pero como Zelmira no revela en su carta el lugar en el que se esconde, Leucippo convence a Agorante que le muestre clemencia a la princesa para así poder seguir sus pasos y encontrar al destronado rey. 
Llanura frente al mar
Ilo, desesperado, vaga fuera de las murallas cuando por sorpresa encuentra a Polidoro, que ha salido de su escondite. Éste le cuenta a su yerno todo lo ocurrido. Feliz al descubrir que su esposa es inocente, Ilo ofrece a Polidoro refugio en sus naves, pero éste no tiene fuerzas y prefiere regresar a su escondite mientras Ilo regresa a su nave en busca de sus soldados para liberar a Zelmira. Llega entonces la princesa en busca de su padre, pero es seguida por Agorante y Leucippo. Agorante le miente a Zelmira diciéndole que Ilo se ha llevado a Polidoro a su nave y está a salvo, y quiere saber dónde lo había escondido. Zelmira cae en la trampa y revela el lugar donde se esconde su padre. Agorante apresa así a padre e hija y los condena a muerte. Llega entonces Ilo con sus soldados y vencen a los usurpadores Agorante y Leucippo, que son condenados a muerte. Agorante trata todavía de apuñalar a Polidoro, pero es detenido por Zelmira, que termina feliz de volver a estar junto a su padre y su esposo (aria: Riedi al soglio). 

## Estructura
Acto I
- 1 Introducción y cavatina Oh sciagura! - Che vidi, oh amici! (Antenore)
- 2 Cavatina Ah, già trascorse il dì (Polidoro)
- 3 Terceto Soave conforto (Polidoro, Zelmira, Emma)
- 4 Coro y cavatina S'intessano gli allori - Terra amica (Ilo)
- 5 Dueto A che quei tronchi accenti? (Ilo, Zelmira)
- 6 Cavatina Mentre qual fiera ingorda (Antenore)
- 7 Duetino Perché mi guardi e piangi (Zelmira, Emma)
- 8 Finale Sì fausto momento (Antenore, Leucippo, Gran Sacerdote, Ilo, Zelmira, Emma)

Atto II
- 9 Dueto In estasi di gioia (Ilo, Polidoro)
- 10 Quinteto Ne' lacci miei cadesti (Antenore, Zelmira, Polidoro, Leucippo, Emma)
- 11 Rondò Riedi al soglio (Zelmira)

Números alernativos
- 8bis Coro y cavatina Pian piano inoltrisi - Ciel pietoso, ciel clemente (Emma)
- 10bis Aria Da te spero, o ciel clemente (Zelmira)

## Discografía
| Año  | Reparto (Zelmira, Emma, Ilo, Antenore, Polidoro, Leucippo, Eacide, Gran sacerdote)                                                       | Director de orquesta | Sello discográfico |
| ---- | --- | -------------------- | ------------------ |
| 1965 | Virginia Zeani, Anna Maria Rota, Gastone Limarilli, Nicola Tagger, Paolo Washington, Guido Mazzini, Giuseppe Morresi, Enrico Campi       | Carlo Franci         | Opera D'Oro        |
| 1988 | Cecilia Gasdia, Bernarda Fink, William Matteuzzi, Chris Merritt, José García, Boaz Senator, Vernon Midgley, Leslie Fyson                 | Claudio Scimone      | Erato              |
| 1995 | Mariella Devia, Sonia Ganassi, Paul Austin Kelly, Bruce Ford, Giorgio Surjan, Simone Alberghini, Cesare Zamparino, Danilo Rigosa         | Roger Norrington     | House of Opera     |
| 1999 | Mariella Devia, Sonia Ganassi, Paul Austin Kelly, Charles Workman, Lorenzo Regazzo, René Schirrer, Etienne Lescroart, Jérôme Varnier     | Maurizio Benini      | Premiere Opera     |
| 2003 | Elizabeth Futral, Manuela Custer, Antonino Siragusa, Bruce Ford, Marco Vinco, Mirco Palazzi, Ashley Catling, Mathias Hausmann            | Maurizio Benini      | Opera Rara         |
| 2009 | Kate Aldrich, Marianna Pizzolato, Juan Diego Flórez, Gregory Kunde, Alex Esposito, Mirco Palazzi, Francisco Ruben Brito, Savio Sperandio | Roberto Abbado       | Unitel (DVD)       |
| 2017 | Silvia Dalla Benetta, Marina Comparato, Mert Süngü, Joshua Stewart, Federico Sacchi, Luca Dall'Amico, Xiang Xu, Emmanuel Franco          | Gianluigi Gelmetti   | Naxos              |